# Turkestérone
La turkestérone est un phytoecdystéroïde présent dans de nombreuses espèces végétales, comme Ajuga turkestanica, mais aussi diverses espèces de Vitex,,, Triticum aestivum, et Rhaponticum acaule.